# Rhodopygia geijskesi
Die Rhodopygia geijskesi ist eine der fünf Libellenarten der Gattung Rhodopygia aus der Unterfamilie Sympetrinae. Sie tritt von den nördlichen Provinzen Brasiliens, Amazonas und Pará über Venezuela bis nach Surinam und Guayana auf. Erstmals beschrieben wurde die Art im Jahr 1964 durch Belle anhand eines Tieres aus Surinam. Sie ist zu Ehren von Dirk Cornelis Geijskes benannt.

## Bau der Imago
Der Hinterleib (Abdomen) misst bei den Männchen zwischen 30 und 33 Millimetern. Bei den Weibchen ist er etwas kürzer und misst 27 bis 31 Millimeter. Während dieser Körperteil bei den Männchen rot ist, ist er bei den Weibchen bräunlich gelb. Der Thorax ist bei beiden Geschlechtern grünlich. Während das Labium und die Oberlippe (Labrum) gelblich beziehungsweise gelblich braun sind, sind die sich daran anschließende Stirnplatte (Clypeus) und die Stirn rot.
Die Hinterflügel messen bei den Männchen zwischen 35 und 40 Millimetern, während die Länge bei den Weibchen mit 34 bis 37 Millimetern weniger stark variiert. Das rötlich braune Flügelmal (Pterostigma) hingegen schwankt bei den Weibchen etwas stärker und misst 3,5 bis 4,0 Millimeter, während es bei den Männchen 3,5 bis 3,8 Millimeter misst. Der sonst in der Gattung übliche Fleck am Ansatz der Flügel fehlt bei den Weibchen auf dem Hinterflügel und ist auch bei den männlichen Tieren nur schwach ausgeprägt. Auf den weiblichen Vorderflügeln findet sich hingegen ein gelblicher Schatten an der Basis.

## Ähnliche Arten
Die Art ähnelt stark der Erythemis haematogastra.

## Belege
1. 1 2 3  J. Belle - Synopsis of the Neotropical genus Rhodopygia Kirby, 1889 (Odonata: Libellulidae), Zool. Med. Leiden 72 (1), (1998) 1-13, ISSN 0024-0672.